# Waldo Alonso Ponce Carrizo
Waldo Alonso Ponce Carrizo (4 de desembre de 1982) és un futbolista xilè.

## Selecció de Xile
Va formar part de l'equip xilè a la Copa del Món de 2010.